# Chaim Bargal
Chaim (Haim) Bargal (ur. 1922 w Korcu, zm. 1985 w Sza’ar ha-Golan, Izraelu) – izraelski malarz pochodzący z Polski.

## Życiorys
W 1940 rozpoczął studia na Uniwersytecie w Żytomierzu, rok później miasto zostało zajęte przez hitlerowców, a uczelnia zamknięta. Został aresztowany i skierowany do obozu pracy, z którego zbiegł i dołączył do partyzantów. W tym czasie jego matka została zamordowana, a ojciec po ucieczce z getta ukrywał się. Po wkroczeniu Armii Czerwonej obaj wrócili do Korca, gdzie Chaim Bargal uwiecznił zrujnowane miasto malując obrazy. W 1945 rozpoczął studia w Akademii Sztuk Pięknych we Lwowie, rok później przerwał naukę i nielegalnie emigrował do Mandatu Palestyny. Dotarł tam na pokładzie statu Kartiel Yafe i razem całą załogą został aresztowany przez wojsko brytyjskie i deportowany do ośrodka dla uchodźców na Cyprze. W 1947 otrzymał pozwolenie na pobyt w Palestynie, osiadł w kibucu Sza’ar ha-Golan w Dolinie Kinaret. Po wojnie o niepodległość w 1950 otrzymał roczne stypendium Ministerstwa Edukacji i kontynuował studia artystyczne w Akademii Sztuk Pięknych i Wzornictwa Besaleela w Jerozolimie. 

## Twórczość
Ariel Bargal tworzył malarstwo olejne, grafiki, rysunki kredką, akwarele. Tworzył instalacje wycinane w linoleum, mozaiki, rzeźbił w drewnie i betonie. Jego prace znajdują się w muzeum „Yad Vashem” oraz w wielu muzeach, m.in. w Jerozolimie, Muzeum Tel Awiwu, Muzeum Ein-Harod, oraz w Hajfie, Herzlii, Ashdot-Ya'acov, Petah-Tikva, Kfar-Menahem i Bar'am.

## Nagrody
- Nagroda Fundacji Dvora Davidson za sztukę, Federacja Kibuc Artz (1957)
- Nagroda Niepodległości Sztuki przez radę dystryktu Doliny Jordanu (1961)